# Barisó II de Torres
Barisó II de Torres (nom en italià Barisone) fou fill de Gunnari I de Torres, jutge de Torres, un dels quatre jutjats en què estava dividida l'illa de Sardenya, des del 1153. Va exercir anteriorment la regència durant l'absència del pare vers el 1147-1150.
Va ajudar el seu germà Pere de Càller-Torres contra els pisans, i va iniciar una política progenovesa accentuada després que els pisans van empresonar i matar el seu germà. Va abdicar el 1186 en favor de son fill Constantí (Costantino) i es va retirar a Sicília al'hospital del monasteri de Sant Joan d'ultramar de Messina. No se'n coneix la data de mort. Al 10 de juny de 1191 ja era mort.
Era casat amb Preciosa d'Orrù (morta passat el 1178). Va deixar quatre fills: Constantí II de Torres, Susana (morta abans del 1186, dona d'Andrea Dòria), Itocor (mort passat el 1203) i Comit de Torres.